# Roberto Mateos
Roberto Mateos, właśc. Roberto Félix Smeke Mateos (ur. 28 kwietnia 1964 w Meksyku) − meksykański aktor i model, popularność wśród polskich telewidzów zdobył dzięki występom w dwóch telenowelach − wenezuelskiej emitowanej przez TVP3 Królowa serc oraz peruwiańskiej produkcji pokazywanej w Polsacie Cud miłości z Sonyą Smith.

## Życiorys
Jego dziadek ze strony ojca był emigrantem z Damaszku. Jako dziecko marzył o zawodzie pilota. Potem pracował jako model, grał w reklamach telewizyjnych Hugo Boss, Nautica, Daniel Hetcher i Cole Haan. Pojawił się w dwóch teledyskach piosenkarki Lucero - „Cuéntame” (1989) i „Ya No” (1991) oraz piosenkarki Ángeles Ochoa „Déjame en Paz” (1998). Po wystąpieniu w 120 reklamówkach, zdecydował się w 1987 na kurs aktorski w Instytucie Teatralnym Lee Strassberga w Los Angeles. Po występie w telenoweli meksykańskiej TV Azteca Na północ od serca (Al norte del corazón, 1997) z Danną Garcíą, Bárbarą Mori, Aną Claudią Talancón, Jorge Luisem Pilą i Hugo Catalánem, zwrócił na siebie uwagę rolą Alfonso w peruwiańskiej telenoweli Skandal (Escándalo, 1997) z Christianem Meierem, za którą otrzymał nagrodę Las Palmas de Oro 1999 i Sol de Oro 1999. Rola Santiago Porrasa w wenezuelskiej telenoweli Królowa serc (Reina de corazones, 1998) przyniosła mu nagrodę Gran Águila de Venezuela 1999 i Mara de Venezuela 1999. Za postać Estebana w telenoweli Telemundo Złodziejskie serca (Ladrón de corazones, 2003) odebrał nagrodę Gran Águila de Venezuela.

## Życie prywatne
Żonaty z hiszpańską aktorką Arancha Solis. Jego pierwszą żoną była Czeszka Wanda Suchánková (ślub odbył się w 1995) z Brna, z którą ma syna Mirka (ur. 3 czerwca 1996). Poznali się podczas koncertu meksykańskiego zespołu, gdzie Wanda pracowała tam jako hostessa promująca jedną z marek cygar.

## Filmografia
telenowele
- 2016: Przeznaczenie Evy (Eva la Trailera) jako Francisco "Pancho" Mogollón
- 2011: Moje serce bije dla Loli (Mi Corazón Insiste… en Lola Volcán) jako Tiberio
- 2010: Gdzie jest Elisa? (¿Dónde Está Elisa?) jako Bruno Cáceres
- 2009–2010: Diabeł wie lepiej (Más Sabe el Diablo) jako León Beltrán
- 2008: Doña Bárbara jako Lorenzo Barquero
- 2008: Sin Senos no hay Paraiso jako José Miguel Cárdenas
- 2008: Amor comprado jako Arturo
- 2007: Osaczona (Acorralada) jako Paco
- 2006: Decisiones jako Arístides Giraldo
- 2006: Ni una vez más jako Diego
- 2005: Po prostu miłość (Amarte Así) jako Francisco Reyes
- 2005: Cud miłości (Milagros) jako José Antonio Wilson Gómez
- 2003: Złodziejskie serca (Ladrón de corazones) jako Esteban
- 2002: Vale todo jako Ruben
- 2001: Pustynni kochankowie (Amantes del desierto) jako Alejandro
- 2000: Hay amores que matan
- 1999: Carita pintada jako Abdul Abdulah
- 1999: Marea Brava jako Marcelo
- 1998: Królowa serc (Reina de corazones) jako Santiago Porras
- 1997: Skandal (Escándalo) jako Alfonso
- 1997: Na północ od serca (Al norte del corazón) jako Joel

### filmy kinowe
- 2008: Na kolanach (De rodillas) jako Armando
- 1995: Impulsos asesinos

### filmy krótkometrażowe
- 1992: El Beso final

### filmy TV
- 2004: Historie i świadkowie (Historias y testigos: Propriedad privada) jako Ernesto Del Valle
- 2004: Historie i świadkowie (Historias y testigos: Asesino de la galería) jako Ernesto Del Valle
- 2004: Historie i świadkowie (Historias y testigos: ¡Ni una muerta mas!) jako Ernesto Del Valle
- 2002: Todo contigo jako Federico